# Morandini !
 (septembre 2008).
Si vous disposez d'ouvrages ou d'articles de référence ou si vous connaissez des sites web de qualité traitant du thème abordé ici, merci de compléter l'article en donnant les références utiles à sa vérifiabilité et en les liant à la section « Notes et références ».
 (mai 2025).
- Si vous ne connaissez pas le sujet, laissez ce bandeau (vous pouvez alors contacter les auteurs).
- Si vous supprimez le contenu mis en cause (vous pouvez préalablement contacter les auteurs),

argumentez précisément cette suppression dans la page de discussion
(un manque de référence n'est pas un argument ; une recherche réelle de référence doit avoir été effectuée, être formellement documentée).
Pour les articles homonymes, voir Morandini.
Morandini ! était une émission de télévision française consacrée à l'actualité des médias.
Présentée en direct du lundi au vendredi en access prime-time par Jean-Marc Morandini, elle était diffusée sur la chaîne Direct 8 du 3 avril 2006 au 13 juillet 2012, l'émission s'arrêtant du fait du rachat de la chaîne par le groupe Canal +.

## Concept
Morandini ! dresse un panorama de la télévision française, en faisant intervenir sur le plateau ou par téléphone les concepteurs des émissions analysées. Pour compléter l'actualité des médias, plusieurs rubriques se succèdent dans l'émission : le zapping, les audiences de la veille, les télévisions du monde, le buzz du net, les news média et l'image du jour. Le slogan de l'émission est : « Nous zappons pour vous ! ».
Un panel, censé être représentatif de l'Audimat, intervient durant l'émission : des téléspectateurs annoncent le programme qu'ils ont visionné la veille au soir et disent ce qu'ils en ont pensé. Les téléspectateurs peuvent également intervenir par courriel (initialement, ils appellent un répondeur) pour réagir à chaud à propos d'une émission qu'ils sont en train de visionner : ces messages sont lus le lendemain durant l'émission.
Beaucoup d'internautes reprochent à cette émission son manque d'objectivité vis-à-vis des émissions produites par la société Endemol et à l'égard des groupes Lagardère et Bolloré.

## Historique
À partir de novembre 2006, dans le cadre de l'élection présidentielle française de 2007, l'émission est provisoirement rallongée pour durer 90 minutes.
En 2010, Jean-Marc Morandini lance la Morandini ! Academy qui recherche le futur chroniqueur de l'émission.
L'émission est initialement produite par la société In The Target. En 2010, à la suite du rachat de cette société par Endemol France, la production est désormais directement prise en charge par cette dernière.
En avril 2011, l'émission est allongée de quinze minutes (de 18 h 45 à 20 h) et trois nouveaux chroniqueurs arrivent.
Le 27 mai 2011, Jean-Marc Morandini et son équipe fêtent la 1000e émission à 22 h 45 en direct avec la présence de Évelyne Thomas, Laurent Boyer, Stéphane Plaza, Cyril Hanouna, Max Boublil, Chantal Ladesou, Christelle Chollet, Mathieu Madénian, les journalistes Jean-Luc Tremblay et Claude Bochu ou encore Cindy Bastien de Dilemme, Benoît Dubois, Afida Turner, François-Xavier Leuridan et Cindy Lopes de Secret Story.
À partir d'août 2011 et le lancement de la 6e saison, l'émission est précédée de En attendant Morandini ! dès 18 h 15 sur Direct 8, une émission censée reprendre les news et les meilleurs moments télévisés de la veille. L'émission va également obtenir un nouveau générique, une nouvelle identité visuelle et une nouvelle équipe.
À compter du 23 août 2011, l'émission est également diffusée sur la chaîne belge AB3. L'audience de la première diffusion ne rassemble que 8 857 téléspectateurs.
L'émission s'arrête à la fin de la saison 2011/2012 après le rachat de la chaine par le groupe Canal + qui n'a pas souhaité reconduire l'animateur et son émission pour une nouvelle saison, contrairement au chroniqueur Bertrand Chameroy, qui lui reste sur la chaine et officie en tant que chroniqueur dans l'émission Touche pas à mon poste !. La dernière émission est diffusée le 13 juillet 2012.
En 2012, Jean-Marc Morandini anime ensuite sur NRJ12 une émission sensiblement identique, Vous êtes en direct.
Après l'arrêt de Vous êtes en direct, il anime une autre émission encore identique aux deux autres : Morandini : télé, people, buzz ; qui elle aussi s'arrête après deux semaines d'antenne.

## Identité visuelle

### Logos

Logo d'août 2009 à juillet 2011.[réf. nécessaire] (saisons 4-5)
Logo d'août 2011 au 13 juillet 2012 (saison 6)[12].

## Chroniqueurs

### Chroniqueurs présents sur le plateau saison 2011/2012
- Cécile de Ménibus (de septembre 2009 a juillet 2012)[13] : co-animatrice
- Bertrand Chameroy (sur le plateau d'août 2011 à juillet 2012) : le debrief : résumé et parodie d'une émission de la veille.
- Karine Ferri (d'août 2011 à juillet 2012)[réf. nécessaire] : les télévisions étrangères et les vidéos d'internet.
- Guillaume Genton (finaliste de la Morandini! Academy) remplace les chroniqueurs absents.[réf. nécessaire]
- Rodolphe de Laboulaye (de 2006 a 2012) : il traitait l'actualité de la télévision du monde et de la télé américaine (3 jours par semaine). Depuis août 2011, il relaie les news médias du jour.

### Chroniqueurs absents du plateau
- Jérôme Beck (d'août 2011 à juillet 2012) : le zapping.
- Bertrand Chameroy : doublages des voix des vidéos étrangères.
- Quentin Monot (de septembre 2011 à juillet 2012) : (voix off) des audiences de la veille et analyse des "tops" et des "flops" et journaliste sur des reportages.

### Anciens chroniqueurs
- André Bercoff (2007)
- Faustine Bollaert (2006) : elle donne son avis sur les émissions de la soirée.
- Catherine Lefroid (2006-2007) : elle succède à Faustine Bollaert aux programmes de la soirée, puis anime la « Télévision de Catherine », une pastille humoristique une fois par semaine ainsi qu'une pastille où elle répond de façon humoristique au courrier des téléspectateurs.
- Catherine Siguret (2006-2007) : elle anime une revue de presse et lit une lettre caustique à l'invité du vendredi.
- Matthieu Delormeau (2006-2008) : chroniqueur quotidien
- Aurélien Pécot (2006-2008) : le Zapping et le Zap' d'or.
- Stéphane Bertheau (2006-2008) : la télévision du monde entier.
- Charline Roux (2007-2008) : elle effectue un quiz humoristique une à deux fois par semaine.
- Sonia Gicquel (2008) : elle répond chaque jour au courrier des téléspectateurs.
- Helena Morna (2008-2009) : la revue de presse et le « Que deviennent-ils ? ».
- Renaud Hetru (2008-2009) : les chiffres de la télé.
- Rachel Bourlier (2008-2009) : le test de la télé.
- Alain Carrazé (2008-2009) : spécialiste des séries télé (sans fréquence fixe), journaliste à Télé 2 Semaines.
- Valérie Bénaïm (2008-2009) : les programmes de la TNT.
- Cyril Féraud (2007-2009) : spécialiste de la télé réalité (sans fréquence fixe) puis chroniqueur et débatteur quotidien (de septembre à octobre 2009[14]), journaliste à Télé Poche.
- Vincent Cerutti (septembre 2009[15][réf. souhaitée]) : quiz sur les coulisses des médias.
- Alexandre Carré (décembre 2009) : le buzz et l'actualité d'Internet, en remplacement de Willy Liechty durant ses vacances.
- Mathilde Tinthoin (de septembre à décembre 2009) : voix off des « news média du jour » le vendredi, en remplacement de Dorothée Kristy.
- Dorothée Kristy (2008-2010) : les news média du jour.
- Ludivine Lebec (avril à juillet[réf. souhaitée] 2010 - gagnante de la Morandini! Academy) : l'actualité des séries télévisées.
- Ariane Brodier (août 2010[16] à décembre 2010) : la soirée télé sous forme d'humour.
- Laurent Artufel (octobre 2009[14] à mars 2011) : les courriels des téléspectateurs et la rubrique « Ça vient de tomber ».
- Willy Liechty (septembre 2009 à juillet 2011) : le buzz et l'actualité d'Internet.
- Sophie Favier (février 2011 à juillet 2011)[17] : chronique people (chaque vendredi).
- Pierre Bourdin Sauviac (2008 à juillet 2011) : le buzz du net (jusqu'à juin 2009) et le zapping.
- Johanna Kawa (avril 2011 à juillet 2011) : les news médias
- Anthony Joubert (avril 2011 à juillet 2011) : les mails des téléspectateurs avec humour (lundi, mardi et mercredi).
- Arsen (avril 2011 à juillet 2011) : les mails des téléspectateurs avec humour (jeudi et vendredi).
- Steevy Boulay (août 2011 à décembre 2011)[réf. nécessaire] : la téléréalité et la télévision française.
- Philippe Verdier:(2009)

### Producteurs et rédacteurs en chef
- avril 2006 à juin 2008 : Matthieu Delormeau
- septembre 2008 à juillet 2009 : Renaud Hetru
- septembre 2009 à juillet 2012 : Rodolphe de Laboulaye